# هانا گوردون
هانا گوردون (انگلیسی: Hannah Gordon؛ زادهٔ ۹ آوریل ۱۹۴۱) بازیگر و مجری اهل بریتانیا است.
از فیلم‌ها یا مجموعه‌های تلویزیونی که وی در آن‌ها نقش داشته‌است، می‌توان به خانواده من و بقیه حیوانات، ترغیب‌گران!، دکتر هو، آدمکشان میدسامر، ساقدوش و مرد فیل‌نما اشاره نمود.